# Fabien Tchenkoua
Fabien Tchenkoua Mouko (* 1. Oktober 1992 in Nkongsamba) ist ein kamerunisch-französischer Fußballspieler.

## Karriere
Er begann mit dem Fußballspielen beim CS Sedan. Dort kam er auch zu seinem ersten Einsatz im Profibereich in der 2. französischen Liga, als er am 11. August 2012, dem 3. Spieltag, bei der 0:1-Auswärtsniederlage gegen den AJ Auxerre in der 85. Spielminute für Florian Makhedjouf eingewechselt wurde. Nach der Saison wechselte er in die 3. französischen Liga zu Paris FC. Danach erfolgte sein Wechsel in die 4. französischen Liga zu Grenoble Foot. Danach wechselte er zurück in die 2. Liga zu Olympique Nîmes. Im Januar 2016 wechselte er zum ersten Mal ins Ausland, als er einen Vertrag beim belgischen Erstligisten VV St. Truiden unterschrieb. Nachdem sein Vertrag im Sommer 2017 ausgelaufen war, wechselte er zurück in die französische 2. Liga zu FC Bourg-Péronnas. Nach der Saison wechselte er erneut ins Ausland zum deutschen Drittligisten FC Carl Zeiss Jena.